# ハン・ウェンウェン
ハン・ウェンウェン（韓 雯雯、1981年4月11日 - ）は、中国の女優、歌手。中華人民共和国大連市出身。『ベスト・キッド』にメイ・リン役で出演している韓雯雯は同姓同名の別人。

## 出演

### 映画
- ユーシード（2012年） - 主演

| スタブアイコン | サブスタブ | この項目は、まだ閲覧者の調べものの参照としては役立たない、俳優（男優・女優）に関連した書きかけの項目です。この項目を加筆・訂正などしてくださる協力者を求めています（P:映画/PJ芸能人）。 |